# Лешно-Гурне
Лешно-Гурне (пол. Leszno Górne, нім. Ober Leschen) — село в Польщі, у гміні Шпротава Жаганського повіту Любуського воєводства.
Населення — 1319 осіб (2011).
У 1975-1998 роках село належало до Зеленогурського воєводства.

## Демографія
Демографічна структура станом на 31 березня 2011 року:
|          | Загалом | Допрацездатний вік | Працездатний вік | Постпрацездатний вік |
| -------- | ------- | ------------------ | ---------------- | -------------------- |
| Чоловіки | 619     | 103                | 446              | 70                   |
| Жінки    | 700     | 111                | 412              | 177                  |
| Разом    | 1319    | 214                | 858              | 247                  |